# Mandy Capristo
Mandy Grace Capristo, nota come Mandy Capristo (Mannheim, 21 marzo 1990), è una cantautrice tedesca.
È divenuta famosa principalmente in Germania, Austria e Svizzera nel 2006, anno del debutto del gruppo musicale tedesco Monrose di musica pop del quale faceva parte che ha venduto più di 1,5 milioni di dischi. Dopo lo scioglimento del gruppo nell'anno 2011 continua la carriera musicale come cantante solista.

## Biografia

### Infanzia e vita privata
Mandy Grace Capristo è nata a Mannheim, il 21 marzo 1990. Mentre sua madre è tedesca, suo padre è di origine italiana. Ha un fratello maggiore di nome Anthony Capristo. Con un'età di quattro anni Mandy Grace Capristo già frequentava lezioni di danza, ginnastica, pianoforte e canto, la sua maggiore passione. La sua infanzia è stata determinata da un'educazione cristiana. Sin dall'infanzia canta appassionatamente musica gospel.
Nel 2008 Mandy Capristo si frequentava con un rapper tedesco chiamato Kay One. Dal 2013 a ottobre 2014 è stata fidanzata con il calciatore tedesco di origine turca Mesut Özil. Nel 2015 è stato confermato che Mandy Grace Capristo e Mesut Özil sono nuovamente fidanzati.

### 2001-2005: Kiddy Contest
Nel 2001 all'età di 11 anni Capristo vinse un concorso chiamato Kiddy Contest con una canzone tedesca chiamata Ich wünsche mir einen Bankomat una cover di Daylight In Your Eyes del gruppo musicale No Angels. La canzone fu pubblicata nella compilation Kiddy Contest, Vol. 7. Dopodiché si è esibita in determinati programmi tedeschi come Tabaluga e pubblicò la canzone Moskito nel prossimo disco del Kiddy Contest che fu primo nelle classifische austriache. Nel 2003 partecipò al programma Star Search.

### 2006-2010: Monrose
Nel 2006 con un'età di 16 anni Mandy Grace Capristo partecipò al talent show di origine australiana Popstars. Infine, è stata eletta dal pubblico con altre due ragazze: Bahar Kizil e Senna Guemmour. Il trio formò il gruppo musicale chiamato Monrose il quale viene considerato uno dei più popolari gruppi musicali tedeschi. Il trio riuscì ad esebirsi anche a livello internazionale. Le tre ragazze pubblicarono quattro album e 11 singoli fra i quali due hanno debuttato alla prima posizione nella classifica tedesca dei singoli. Il loro album di debutto, Temptation, è stato pubblicato il primo dicembre 2006 in Germania, Austria e Svizzera. L'album ha debuttato alla prima posizione delle classifiche ed è stato classificato disco di platino per aver venduto solo nella prima settimana oltre 200 000 copie nella prima settimana. Il singolo conquista due riconoscimenti particolari ed importanti: Shame si rivela il singolo venduto più velocemente e il più scaricato legalmente da Internet nel 2006. Il 27 settembre del 2007 esce il secondo album chiamasi Strictly Physical. Il primo singolo tratto dall'album, Hot Summer, prodotto da Remee e Thomas Troelsen, viene pubblicato il 29 giugno e conquista la prima posizione in Germania, Austria e Svizzera, entra in classifica in Polonia, Finlandia, Slovenia e Lituania e raggiunge la 6 della U.S. Billboard European Hot 100. Seguoni i dischi I AM nel 2008 e Ladylike nel 2010. Nel novembre 2010 il gruppo annunciò la sua separazione.
Nel 2007 i lettori della edizione tedesca della rivista maschile FHM votarono a Mandy Grace Capristo alla decima posizione nella categoria FHM sexiest woman in the world. Questo successo gli portò i primi lavori come modello; l'agenzia Louisa Models gli offrì un contratto. Nel 2009 fu votata alla prima posizione nella classifica dei FHM sexiest woman in the world.

### 2012 - 2015: il debutto da cantante solista
Mentre la band nella primavera del 2011 si sciolse, Capristo dichiarò di concentrarsi sulla sua carriera musicale come cantante solista. Così fu che divenne il volto del marchio di cosmetici BeYu e presentò ad una fiera, le canzoni Overrated e Be You. In collaborazione con Peter Maffay pubblicò la canzone Die Zeit Hält Nur in Träumen An per il musical Tabaluga  in cui lei interpretava il personaggio Lilli che simboleggiava il tempo. L'8 ottobre 2011 cantò nel programma tedesco Wetten, dass..? con Peter Maffay.
Nel 2012 presentò il programma tedesco The Dome e cantò la canzone One Moment In Time come un omaggio a Whitney Houston. Inoltre, partecipò al programma televisivo Let's Dance insieme al ballerino di origine italiana Stefano Lattanzio dove si piazzò alla settima posizione.
Il 13 aprile 2012 Mandy Capristo pubblicò il suo primo singolo da solista The Way I Like It e il primo album chiamato Grace che ha debuttato alla ottava posizione nella classifica tedesca. Il 30 aprile l'album viene pubblicato anche in Inghilterra. Dopodiché Capristo pubblicò il singolo Closer. In seguito annuncia il Graceful Acoustic Tour con 7 date, la prima tenutasi il 8 settembre del 2012 a Monaco di Baviera, e accompagnò Peter Maffay durante il suo tour per Tabaluga con 17 date. Nel 2012 viene scelta come giudice della seconda edizione di Deutschland sucht den Superstar per poter attirare un pubblico più giovane.

### 2016 - oggi
Dopo quasi 4 anni la cantante ritornò con un nuovo nome d'arte, chiamandosi Grace Capristo, e presentò il nuovo singolo One Woman Army senza alcun supporto di un'etichetta discografica. Inoltre venne introdotta come nuovo volto del marchio L'Oréal Professionnel e di Mercedes-Benz. Il 28 ottobre 2016 viene pubblicato il singolo Ricorderai l'amore (Remember the Love) in duetto con Marco Mengoni per il mercato tedesco. Nei mesi marzo 2016 Capristo ha ufficialmente annunciato di essere al lavoro sul suo secondo album. Nel 2018 ha abbandonato il nome d'arte di Grace Capristo, ritornando a farsi chiamare Mandy Capristo.
Nel 2021 rappresenta l'Italia al Free European Song Contest 2021

## Discografia
- 2012 – Grace